# Pierino Beretta
Pierino Beretta (Corbetta, 20 maggio 1921 – Torriano, 31 agosto 1944) è stato un partigiano italiano.

## Biografia
Fu tra i primi elementi ad aderire alla Resistenza nella zona di Corbetta, nel milanese, all'indomani dell'8 settembre 1943. Durante la fuga dei militari italiani dopo l'annuncio dell'armistizio di Badoglio, Pierino Beretta ed altri giovani corbettesi iniziarono un sistematico recupero delle armi abbandonate, proseguendo l'attività sino alla fine dell'anno. Con l'inverno, le iniziative languirono, ma ripresero dopo i tragici fatti della Fiera di San Biagio del 3 febbraio 1944, quando a Magenta i fascisti uccisero Virginio Magna e Ambrogio Colombini.
Beretta stabilì il proprio centro operativo nel Bosco di Riazzolo (Albairate), dove si rifugiavano giovani renitenti che non aderivano ai bandi di chiamata della Repubblica Sociale. Nella primavera del 1944 prese i primi contatti con l'avvocato Mario David Levi, che lo inserì nella rete delle brigate Matteotti milanesi. Prese così forma la IX Brigata Matteotti, che includeva anche elementi di Albairate, Abbiategrasso e Magenta. Il gruppo di Beretta aveva soprattutto il compito di reclutare partigiani da inviare alle agguerrite formazioni della Valsesia. I giovani rimanevano nascosti nel Bosco di Riazzolo, per poi essere accompagnati in montagna. Beretta prese parte anche a un fallito attentato contro un gerarca di Albairate.
In seguito a una delazione, Pierino Beretta ed altri partigiani vennero arrestati tra il 9 e il 10 agosto 1944. Tradotti alle carceri di Legnano, vennero poi trasferiti al carcere di San Vittore di Milano e sottoposti a tortura. Il mattino del 31 agosto 1944 Pierino Beretta e altri partigiani, tra i quali Leopoldo Fagnani, vennero fatti salire su un camion per ignota destinazione e in seguito uccisi con un colpo di rivoltella alla nuca.
I loro corpi vennero ritrovati a Torriano di Certosa di Pavia, dove è eretto un cippo alla memoria. Il suo gruppo, disperso in seguito agli arresti, fu riorganizzato da Giuseppe Grassi e, come Brigata Matteotti 203 "Pierino Beretta", condusse la liberazione di Corbetta nell'aprile 1945.
La storia di Pierino Beretta è stata più volte oggetto di pubblicazioni locali; a lui, nel 1989 (in occasione della concessione del titolo di città) è stata dedicata una delle piazze principali della città di Corbetta dove era nato, luogo dove venne posto anche un monumento realizzato in sua memoria dallo scultore vittuonese Carlo Chiodini.